# Aklanon
L’Inakeanon ou aklanon ou akeanon (le préfixe I(n)- est un ethnonyme) est une des langues aklanon parlée dans la province Aklan, dans le nord de Panay par 395 000 locuteurs (1990). Ses autres noms sont : Aklan, Aklano, Aklanon-Bisayan, Panay. Il est intercompréhensible à 66 % avec l'hiligaïnon avec lequel il partage 68 % du lexique.